# حيدر ميرزا
سُلْطَان حَيْدَر مِيْرزَا بنُ الشَّاه طِهْمَاسب بنِ الشَّاه إسْمَاعِيل الصَّفَوي (بالفارسية: سلطان حیدر مِیرزا پسر شاه طهماسب پسر شاه اسماعیل صفوی) (13 ذو القعدة 963هـ - 16 صفر 984هـ المُوافق فيه 28 تشرين الأوَّل (سبتمبر) 1556م - 25 أيار (مايو) 1576م) المعروف اختصارًا بِـ«حيدر ميرزا»، أمير صفوي وخامس أبناء الشَّاه طهماسب الأول، أعلن نفسه شاهًا للدَّولة الصفويَّة في 15 أيار (مايو) 1576م بعد وفاة والده، لم يدُم أمره طويلًا حيث قُتِل بُعَيد يوم واحد على يد قادة القزلباش.